# Lipasa lingual
La lipasa lingual o salival és un tipus de lipasa present en les secrecions de la saliva. Es tracta d'un tipus d'enzim que inicia la hidròlisi dels triacilglicèrids en la digestió.
El procés digestiu dels triglicèrids dietaris comença en la cavitat bucal i s'inicia amb l'activitat de i pot continuar a l'estómac, ja que el pH òptim d'aquest enzim és àcid (aproximadament 4). La lipasa salival és un enzim que fou descrit l'any 1924 que és secretada per un grup de glàndules seroses ubicades davall la zona dorsal posterior de la llengua. La lipasa salival se secreta normalment, en baixa quantitat. Això no obstant, davant la presència de l'aliment en la boca (factor mecànic) i/o per estimulació parasimpàtica (factor neurològic), l'enzim se secreta en gran quantitat en la cavitat bucal. La lipasa salival és secretada per les glàndules linguals en la boca i només digereix una petita quantitat de triglicèrids en l'estómac, menys d'un 10%. Aquesta lipasa actua sobre el bol alimentari en el seu trànsit cap a l'estómac i també durant la permanència de l'aliment en aquest òrgan. El pH òptim de la lipasa salival és de 4,5 però la seva activitat comença a pH 2 i encara és activa a pH 7,5. L'enzim no s'inactiva per l'activitat proteolítica de la pepsina gàstrica, per la qual cosa segueix actuant a la cavitat gàstrica. La lipasa salival és una acil-ester-hidrolasa d'alta especificitat, ja que reconeix quasi específicament la posició sn-3 dels triglicèrids, essent molt menys efectiva per actuar a la posició sn-1 i no actua sobre la posició sn-2.